# Orden für Verdienste um das Postwesen (Frankreich)

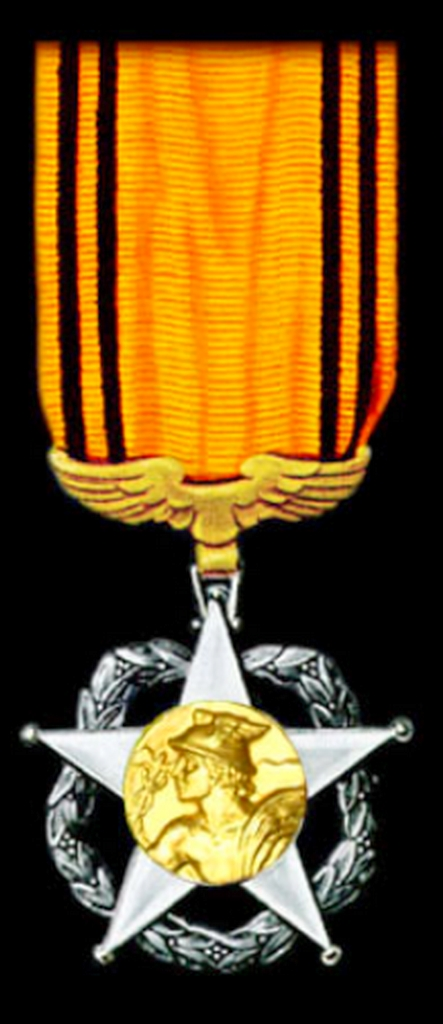
Orden für Verdienste um das Postwesen, Ritterkreuz

Der Orden für Verdienste um das Postwesen (fr. Ordre du Mérite postal) ist ein ehemaliger französischer Verdienstorden, der 1953 geschaffen und bis zur Stiftung des Nationalverdienstordens (fr. Ordre national du Mérite) 1963 verliehen wurde.   

## Geschichte
Der Orden für Verdienste um das Postwesen wurde am 14. November 1953 per Dekret durch den Staatspräsidenten Vincent Auriol gestiftet und war zur Belohnung von Personen gedacht, die sich auf dem Gebiet des Postwesens und der Telekommunikation um die Französische Republik verdient gemacht hatten. Die Verleihung der Auszeichnung erfolgte auf Vorschlag des Postministers. Die Verleihung des Ordens für Verdienste um das Postwesen wurde 1963 im Zuge der Reorganisation des französischen Ordenswesens und der Stiftung des Nationalverdienstordens eingestellt.

## Klassen
Der Orden besteht aus drei Klassen und die Zahl der jährlichen Verleihungen war reglementiert.
- Kommandeur (6 Verleihungen)
- Offizier (30 Verleihungen)
- Ritter (100 Verleihungen)

Um mit dem Orden ausgezeichnet zu werden, musste man das 30. Lebensjahr vollendet und bereits seit zehn Jahren Dienst im Postwesen geleistet haben. Die Verleihung des Offizierskreuzes konnte frühestens acht Jahren nach der Ernennung zum Ritter, die des Kommandeurkreuzes frühestens fünf Jahre nach der Ernennung zum Offizier erfolgen.

## Ordensdekoration
Das Ordenszeichen ist ein weiß emaillierter Stern mit kleinen Kügelchen auf den Sternspitzen. Unter den Sternspitzen verläuft ungleichmäßig ein dichter Lorbeerkranz. Mittig im Medaillon das nach rechts gewendete Bildnis von Hermes. Auf der Rückseite findet sich im Medaillon ein Posthorn und darunter ein Strahlenbündel. Umlaufend auf weiß emailliertem Grund die goldene Inschrift REPUBLIQUE FRANCAISE · MERITE POSTAL  (Republik Frankreich · Postverdienst).

## Trageweise
Getragen wird das Kommandeurkreuz als Halsorden. Die Ordenszeichen der Offiziere und Ritter am Band auf der linken Brustseite, wobei auf dem Band des Offizierskreuzes noch eine Rosette angebracht ist.
Das Ordensband ist goldgelb mit zwei schwarzen schmalen Seitenstreifen.

Bandschnallen des Ordens für Verdienste um das Postwesen
Kommandeur
Offizier
Ritter

## Träger
Otto Probst war einer der Träger der Komtur.